# Sadam Ali
Sadam Ali (født 26. september 1988 i New York) er en amerikansk professionel bokser, som konkurrerer i vægtklassen Letvægt. Ali har ingen større internationale resultater, og fik sin olympiske debut da han repræsenterede USA under Sommer-OL 2008. Her blev han slået ud i første runde af Georgian Popescu fra Rumænien i samme vægtklasse.